# Masacrul de la Răzeni
10 persoane au fost ucise la Răzeni, Moldova, România (în acel moment RSS Moldovenească, astăzi Republica Moldova) de către autoritățile sovietice și aruncate într-o groapă comună în data de 12 iulie 1941, în timpul invaziei germane asupra Uniunii Sovietice. Cei zece bărbați au fost îngropați de vii.

## Victimele masacrului
- Diomid Platon
- Niculai Platon
- Dănila Titica
- Nichita Stacanov
- Alexandru Mihalache
- Eugen Juriari (Jurian)
- Alexandru Camardin
- Ilie Groian
- 2 victime necunoscute

## Moștenire
În iulie 1941 după Operațiunea Barbarossa, o placă comemorativă a fost pusă în Răzeni cu inscripția: „Aici odihnesc robii lui Dumnezeu Diomid, Niculai, Dănila, Nichita, Alexandru, Jurian, Alexandru, Ilie, doi necunoscuți. Omorâți mișelește de bolșevici comuniști. 12.VII.1941”.
Crucea de piatră de la Răzeni în memoria celor omorâți de bolșevici a fost inaugurată în anul 2009. Monumentul din Răzeni a fost realizat de sculptorul Tudor Cataraga.